# Hypsolebias
Hypsolebias es un género de peces de agua dulce de la familia rivúlidos en el orden de los ciprinodontiformes, que se distribuyen por ríos de América del Sur en Brasil.

## Hábitat
Viven en ríos y arroyos de la sabana y en estanques y pantanos de la selva de unos pocos ríos del noreste de Brasil.

## Especies
Se conocen siete especies válidas en este género:
- Hypsolebias adornatus (Costa, 2000)
- Hypsolebias antenori (Tulipano, 1973)
- Hypsolebias auratus (Costa y Nielsen, 2000)
- Hypsolebias brunoi (Costa, 2003)
- Hypsolebias caeruleus Costa, 2013
- Hypsolebias carlettoi (Costa y Nielsen, 2004)
- Hypsolebias coamazonicus Costa, Amorim y Bragança, 2014
- Hypsolebias flagellatus (Costa, 2003)
- Hypsolebias flammeus (Costa, 1989)
- Hypsolebias flavicaudatus (Costa y Brasil, 1990)
- Hypsolebias fulminantis (Costa y Brasil, 1993)
- Hypsolebias ghisolfii (Costa, Cyrino y Nielsen, 1996)
- Hypsolebias gilbertobrasili Costa, 2012
- Hypsolebias guanambi Costa y Amorim, 2011
- Hypsolebias harmonicus (Costa, 2010)
- Hypsolebias hellneri (Berkenkamp, 1993)
- Hypsolebias igneus (Costa, 2000)
- Hypsolebias janaubensis (Costa, 2006)
- Hypsolebias longignatus (Costa, 2008)
- Hypsolebias lopesi (Nielsen, Shibatta, Suzart y Martín, 2010)
- Hypsolebias macaubensis (Costa y Suzart, 2006)
- Hypsolebias magnificus (Costa y Brasil, 1991)
- Hypsolebias mediopapillatus (Costa, 2006)
- Hypsolebias nitens Costa, 2012
- Hypsolebias notatus (Costa, Lacerda y Brasil, 1990)
- Hypsolebias nudiorbitatus Costa, 2011
- Hypsolebias picturatus (Costa, 2000)
- Hypsolebias pterophyllus Costa, 2012
- Hypsolebias radiosus (Costa y Brasil, 2004)
- Hypsolebias radiseriatus Costa, 2012
- Hypsolebias sertanejo Costa, 2012
- Hypsolebias shibattai Nielsen, Martins, de Araujo y dos Reis Suzart, 2014
- Hypsolebias tocantinensis Nielsen, Cruz y Baptista, 2012
- Hypsolebias trifasciatus Nielsen, Martins, de Araujo, de Lira y Four, 2014